# طواف سكاندينافيا 2023
طواف سكاندينافيا 2023 هو سباق دراجات هوائية، وهو الموسم الثاني من طواف سكاندينافيا ‏، وأقيم خلال الفترة من 23 أغسطس 2023، وحتى 27 أغسطس 2023 ضمن سباقات طواف العالم للدراجات للسيدات 2023، وشارك فيه  113 متسابقاً ووصل إلى نهايته  94 متسابقاً.
فاز بالمركز الأول أنيميك فان فليوتن، وفاز بالمركز الثاني وفي ترتيب النقاط سيسيلي أوتوب لودفيغ، بينما جاء Amber Kraak ‏ في المركز الثالث، في حين نال Elise Chabbey ‏ صدارة تصنيف الجبال، وتصدر تصنيف طواف العالم ديمي فوليرينغ، وفاز في ترتيب النقاط للشباب Alena Ivanchenko ‏، أما ترتيب الفرق، فقد فاز به 2023 Fenix-Deceuninck ‏.

## الفرق
| فرق سيدات عالمية (15)- فريق كوجياس ميتلر لوك برو للدراجات ‏ - بلانتور بورا سيلينج تيم ‏ - موفيستار للسيدات ‏ - FDJ–Suez ‏ - Liv AlUla Jayco ‏ - كانيون–إس آر إيه إم ريسينغ 2023 ‏ - رالي سايكلنج 2023 ‏ - إس دي وركس 2023 ‏ - فريق سنويب للسيدات ‏ - ليف ريسينغ ‏ - EF Education–Tibco–SVB ‏ - Lidl–Trek (women's team) ‏ - فريق أونو إكس برو للدراجات للسيدات 2023 ‏ - جامبو فيسما للسيدات ‏ - يو أي أيه تيم 2023 ‏ فرق دراجات قارية سيدات (3)- تيم كوب هايتك بوردكتس ‏ - دروبز ‏ - إن إكس تي جي ريسينغ ‏ فريق وطني- فريق الدنمارك لركوب الدراجات للسيدات ‏ |  |
| |  |

## المراحل
| قائمة المراحل | قائمة المراحل | قائمة المراحل           | قائمة المراحل  | قائمة المراحل | قائمة المراحل       | قائمة المراحل       |
| المرحلة       | التاريخ       | الدورة                  |                | المسافة (كم)  | الفائز بالمرحلة     | القائد العام        |
| ------------- | ------------- | ----------------------- | -------------- | ------------- | ------------------- | ------------------- |
| المرحلة 1     | 23 أغسطس      | ميسن – هالدن            | مرحلة مستوية   | 124٫6         | لورينا ويبيس        | لورينا ويبيس        |
| المرحلة 2     | 24 أغسطس      | Vikersund ‏ – Norefjell ‏ | مرحلة جبلية    | 150٫5         | سيسيلي أوتوب لودفيغ | سيسيلي أوتوب لودفيغ |
| المرحلة 3     | 25 أغسطس      | كونغسبرغ – لارفيك       | مرحلة جبلية    | 134٫9         | لورينا ويبيس        | سيسيلي أوتوب لودفيغ |
| المرحلة 4     | 26 أغسطس      | هرنينغ – هرنينغ         | فردي ضد الساعة | 16٫5          | غريس براون          | أنيميك فان فليوتن   |
| المرحلة 5     | 27 أغسطس      | ميدلفارت – هادرسلف ‏     | مرحلة مستوية   | 143٫9         | سيسيلي أوتوب لودفيغ | أنيميك فان فليوتن   |

## النتيجة

### مرحلة 1
هي مرحلة مستوية، أقيمت في 23 أغسطس 2023، وامتدّت لمسافة 124.6 كيلومتر. فاز بالمركز الأول، وتصدر ترتيب النقاط والترتيب العام لورينا ويبيس، وتصدر ترتيب التسلق Elise Chabbey ‏، وتصدر ترتيب الشباب Megan Jastrab ‏، أما ترتيب الفرق، فقد فاز به كانيون–إس آر إيه إم ريسينغ 2023 ‏.
| التصنيف العام         | التصنيف العام             | التصنيف العام             | التصنيف العام | التصنيف العام |
| العداء                | العداء                    | الفريق                    | الوقت         |               |
| --------------------- | ------------------------- | ------------------------- | ------------- | ------------- |
| 1                     | لورينا ويبيس              | إس دي وركس ‏               | 3 س 19 د 08 ث |               |
| 2                     | إليسا بالسامو             | Lidl–Trek (women's team) ‏ | + 4 ث         |               |
| 3                     | سيسيلي أوتوب لودفيغ       | FDJ–Suez ‏                 | + 6 ث         |               |
| 4                     | ثريا بالادين              | كانيون–إس آر إيه إم ‏      | + 10 ث        |               |
| 5                     | Megan Jastrab ‏            | فريق سنويب للسيدات ‏       | + 10 ث        |               |
| 6                     | Ingvild Gåskjenn ‏         | Liv AlUla Jayco ‏          | + 10 ث        |               |
| 7                     | Marta Jaskulska ‏          | ليف ريسينغ ‏               | + 10 ث        |               |
| 8                     | Agnieszka Skalniak-Sójka ‏ | كانيون–إس آر إيه إم ‏      | + 10 ث        |               |
| 9                     | Elise Chabbey ‏            | كانيون–إس آر إيه إم ‏      | + 10 ث        |               |
| 10                    | Greta Marturano ‏          | بلانتور بورا سيلينج تيم ‏  | + 10 ث        |               |
|                       |                           |                           |               |               |
| مصدر: ProCyclingStats |                           |                           |               |               |

### مرحلة 2
هي مرحلة جبلية، أقيمت في 24 أغسطس 2023، وامتدّت لمسافة 150.5 كيلومتر. فاز بالمركز الأول، وتصدر ترتيب التسلق وترتيب النقاط والترتيب العام سيسيلي أوتوب لودفيغ، أما ترتيب الفرق، فقد فاز به بلانتور بورا سيلينج تيم ‏، وتصدر ترتيب الشباب Églantine Rayer ‏.
| التصنيف العام         | التصنيف العام       | التصنيف العام            | التصنيف العام | التصنيف العام |
| العداء                | العداء              | الفريق                   | الوقت         |               |
| --------------------- | ------------------- | ------------------------ | ------------- | ------------- |
| 1                     | سيسيلي أوتوب لودفيغ | FDJ–Suez ‏                | 7 س 09 د 32 ث |               |
| 2                     | أنيميك فان فليوتن   | موفيستار للسيدات ‏        | + 8 ث         |               |
| 3                     | Greta Marturano ‏    | بلانتور بورا سيلينج تيم ‏ | + 17 ث        |               |
| 4                     | ليان ليبرت          | موفيستار للسيدات ‏        | + 37 ث        |               |
| 5                     | Elise Chabbey ‏      | كانيون–إس آر إيه إم ‏     | + 45 ث        |               |
| 6                     | Amber Kraak ‏        | جامبو فيسما للسيدات ‏     | + 45 ث        |               |
| 7                     | آشلي مولمان         | إن إكس تي جي ريسينغ ‏     | + 45 ث        |               |
| 8                     | Yara Kastelijn ‏     | بلانتور بورا سيلينج تيم ‏ | + 45 ث        |               |
| 9                     | Olivia Baril ‏       | يو أي أيه تيم ‏           | + 45 ث        |               |
| 10                    | Niamh Fisher-Black ‏ | إس دي وركس ‏              | + 45 ث        |               |
|                       |                     |                          |               |               |
| مصدر: ProCyclingStats |                     |                          |               |               |

### مرحلة 3
هي مرحلة جبلية، أقيمت في 25 أغسطس 2023، وامتدّت لمسافة 134.9 كيلومتر. فاز بالمركز الأول لورينا ويبيس، وتصدر الترتيب العام وترتيب النقاط سيسيلي أوتوب لودفيغ، وتصدر ترتيب التسلق Elise Chabbey ‏، وتصدر ترتيب الشباب Églantine Rayer ‏، أما ترتيب الفرق، فقد فاز به 2023 Fenix-Deceuninck ‏.
| التصنيف العام         | التصنيف العام        | التصنيف العام            | التصنيف العام  | التصنيف العام |
| العداء                | العداء               | الفريق                   | الوقت          |               |
| --------------------- | -------------------- | ------------------------ | -------------- | ------------- |
| 1                     | سيسيلي أوتوب لودفيغ  | FDJ–Suez ‏                | 10 س 33 د 54 ث |               |
| 2                     | أنيميك فان فليوتن    | موفيستار للسيدات ‏        | + 12 ث         |               |
| 3                     | Greta Marturano ‏     | بلانتور بورا سيلينج تيم ‏ | + 21 ث         |               |
| 4                     | ليان ليبرت           | موفيستار للسيدات ‏        | + 35 ث         |               |
| 5                     | Amber Kraak ‏         | جامبو فيسما للسيدات ‏     | + 49 ث         |               |
| 6                     | Elise Chabbey ‏       | كانيون–إس آر إيه إم ‏     | + 49 ث         |               |
| 7                     | آشلي مولمان          | إن إكس تي جي ريسينغ ‏     | + 49 ث         |               |
| 8                     | Olivia Baril ‏        | يو أي أيه تيم ‏           | + 49 ث         |               |
| 9                     | Ricarda Bauernfeind ‏ | كانيون–إس آر إيه إم ‏     | + 49 ث         |               |
| 10                    | Yara Kastelijn ‏      | بلانتور بورا سيلينج تيم ‏ | + 54 ث         |               |
|                       |                      |                          |                |               |
| مصدر: ProCyclingStats |                      |                          |                |               |

### مرحلة 4
هي مرحلة من نوع سباق زمن فردي، أقيمت في 26 أغسطس 2023، وامتدّت لمسافة 16.5 كيلومتر. فاز بالمركز الأول غريس براون، وتصدر الترتيب العام أنيميك فان فليوتن، وتصدر ترتيب النقاط سيسيلي أوتوب لودفيغ، وتصدر ترتيب التسلق Elise Chabbey ‏، وتصدر ترتيب الشباب Alena Ivanchenko ‏، أما ترتيب الفرق، فقد فاز به 2023 Fenix-Deceuninck ‏.
| التصنيف العام         | التصنيف العام        | التصنيف العام            | التصنيف العام  | التصنيف العام |
| العداء                | العداء               | الفريق                   | الوقت          |               |
| --------------------- | -------------------- | ------------------------ | -------------- | ------------- |
| 1                     | أنيميك فان فليوتن    | موفيستار للسيدات ‏        | 10 س 55 د 05 ث |               |
| 2                     | سيسيلي أوتوب لودفيغ  | FDJ–Suez ‏                | + 17 ث         |               |
| 3                     | Amber Kraak ‏         | جامبو فيسما للسيدات ‏     | + 33 ث         |               |
| 4                     | ليان ليبرت           | موفيستار للسيدات ‏        | + 51 ث         |               |
| 5                     | غريس براون           | FDJ–Suez ‏                | + 54 ث         |               |
| 6                     | Olivia Baril ‏        | يو أي أيه تيم ‏           | + 1 د 06 ث     |               |
| 7                     | Ricarda Bauernfeind ‏ | كانيون–إس آر إيه إم ‏     | + 1 د 16 ث     |               |
| 8                     | Greta Marturano ‏     | بلانتور بورا سيلينج تيم ‏ | + 1 د 17 ث     |               |
| 9                     | Alena Ivanchenko ‏    | يو أي أيه تيم ‏           | + 1 د 18 ث     |               |
| 10                    | Églantine Rayer ‏     | فريق سنويب للسيدات ‏      | + 1 د 25 ث     |               |
|                       |                      |                          |                |               |
| مصدر: ProCyclingStats |                      |                          |                |               |

### مرحلة 5
هي مرحلة مستوية، أقيمت في 27 أغسطس 2023، وامتدّت لمسافة 143.9 كيلومتر. فاز بالمركز الأول، وتصدر ترتيب النقاط سيسيلي أوتوب لودفيغ، وتصدر ترتيب الشباب Alena Ivanchenko ‏، وتصدر ترتيب التسلق Elise Chabbey ‏، وتصدر الترتيب العام أنيميك فان فليوتن، أما ترتيب الفرق، فقد فاز به 2023 Fenix-Deceuninck ‏.

## المشاركون
| FDJ–Suez ‏ FST | FDJ–Suez ‏ FST          | FDJ–Suez ‏ FST    |
| ------------- | ---------------------- | ---------------- |
| م             | عداء                   | مرتبة            |
| 1             | سيسيلي أوتوب لودفيغ    | 2                |
| 2             | أوجيني دوفال           | 61               |
| 3             | إميليا فهلين (طريق)    | 68               |
| 4             | Maëlle Grossetête ‏     | 52               |
| 5             | Vittoria Guazzini ‏     | لم يكمل السباق-3 |
| 6             | غريس براون (زمني فردي) | 5                |

| فريق أونو إكس برو للدراجات للسيدات ‏ UXT | فريق أونو إكس برو للدراجات للسيدات ‏ UXT | فريق أونو إكس برو للدراجات للسيدات ‏ UXT |
| --------------------------------------- | --------------------------------------- | --------------------------------------- |
| م                                       | عداء                                    | مرتبة                                   |
| 11                                      | إلينور باركر                            | 48                                      |
| 12                                      | Rebecca Koerner ‏ (طريق)                 | 82                                      |
| 13                                      | أنوسكا كوستر                            | 23                                      |
| 14                                      | هانا لودفيغ                             | 30                                      |
| 15                                      | Wilma Olausson ‏                         | 73                                      |
| 16                                      | Amalie Lutro ‏                           | 78                                      |

| موفيستار للسيدات ‏ MOV | موفيستار للسيدات ‏ MOV            | موفيستار للسيدات ‏ MOV |
| --------------------- | -------------------------------- | --------------------- |
| م                     | عداء                             | مرتبة                 |
| 21                    | أنيميك فان فليوتن                | 1                     |
| 22                    | Katrine Aalerud ‏                 | لم يكمل السباق-2      |
| 23                    | Emma Norsgaard Bjerg (زمني فردي) | 43                    |
| 24                    | ليان ليبرت (طريق)                | 4                     |
| 25                    | Sarah Gigante ‏                   | 79                    |
| 26                    | أرلينيس سيرا                     | 24                    |

| جامبو فيسما للسيدات ‏ TJV | جامبو فيسما للسيدات ‏ TJV | جامبو فيسما للسيدات ‏ TJV |
| ------------------------ | ------------------------ | ------------------------ |
| م                        | عداء                     | مرتبة                    |
| 31                       | Teuntje Beekhuis ‏        | 80                       |
| 32                       | Kim Cadzow ‏              | 21                       |
| 33                       | Amber Kraak ‏             | 3                        |
| 34                       | كارلين آختيريكته         | 71                       |
| 35                       | Maud Oudeman ‏            | 41                       |
| 36                       | Nienke Veenhoven ‏        | لم يكمل السباق-3         |

| إس دي وركس ‏ SDW | إس دي وركس ‏ SDW       | إس دي وركس ‏ SDW |
| --------------- | --------------------- | --------------- |
| م               | عداء                  | مرتبة           |
| 41              | لورينا ويبيس (طريق)   | 40              |
| 42              | باربرا جوارشي         | 76              |
| 43              | كريستين ماجروس (طريق) | 45              |
| 44              | فيمكا ماركوس          | 74              |
| 45              | Niamh Fisher-Black ‏   | 15              |
| 46              | Lonneke Uneken ‏       | 89              |

| كانيون–إس آر إيه إم ‏ CSR | كانيون–إس آر إيه إم ‏ CSR              | كانيون–إس آر إيه إم ‏ CSR |
| ------------------------ | ------------------------------------- | ------------------------ |
| م                        | عداء                                  | مرتبة                    |
| 51                       | Ricarda Bauernfeind ‏                  | 7                        |
| 52                       | Elise Chabbey ‏                        | 16                       |
| 53                       | Agnieszka Skalniak-Sójka ‏ (زمني فردي) | لم يكمل السباق-3         |
| 54                       | ثريا بالادين                          | لم يبدأ-3                |
| 55                       | سارة روي                              | 69                       |
| 56                       | Maike van der Duin ‏                   | 70                       |

| EF Education–Tibco–SVB ‏ TIB | EF Education–Tibco–SVB ‏ TIB | EF Education–Tibco–SVB ‏ TIB |
| --------------------------- | --------------------------- | --------------------------- |
| م                           | عداء                        | مرتبة                       |
| 61                          | Zoe Bäckstedt ‏              | 66                          |
| 62                          | Femke Beuling ‏              | 94                          |
| 63                          | كريستابل دوبيل هيكوك        | 55                          |
| 64                          | Clara Honsinger ‏            | لم يكمل السباق              |
| 65                          | Letizia Borghesi ‏           | 35                          |
| 66                          | Emma Langley ‏               | لم يكمل السباق-1            |

| بلانتور بورا سيلينج تيم ‏ FED | بلانتور بورا سيلينج تيم ‏ FED | بلانتور بورا سيلينج تيم ‏ FED |
| ---------------------------- | ---------------------------- | ---------------------------- |
| م                            | عداء                         | مرتبة                        |
| 71                           | Yara Kastelijn ‏              | 10                           |
| 72                           | Greta Marturano ‏             | لم يكمل السباق               |
| 73                           | Carina Schrempf ‏             | 14                           |
| 75                           | إنج فان دير هيدين            | 22                           |
| 76                           | Annemarie Worst ‏             | لم يكمل السباق-2             |

| رالي سايكلنج ‏ HPW | رالي سايكلنج ‏ HPW   | رالي سايكلنج ‏ HPW |
| ----------------- | ------------------- | ----------------- |
| م                 | عداء                | مرتبة             |
| 81                | Alice Barnes        | 88                |
| 82                | Nina Buijsman ‏      | 31                |
| 83                | Audrey Cordon-Ragot | 54                |
| 84                | Barbara Malcotti ‏   | 34                |
| 85                | Daria Pikulik ‏      | 72                |
| 86                | ليلي وليامز         | 67                |

| فريق كوجياس ميتلر لوك برو للدراجات ‏ CGS | فريق كوجياس ميتلر لوك برو للدراجات ‏ CGS | فريق كوجياس ميتلر لوك برو للدراجات ‏ CGS |
| --------------------------------------- | --------------------------------------- | --------------------------------------- |
| م                                       | عداء                                    | مرتبة                                   |
| 91                                      | Maggie Coles-Lyster ‏                    | 63                                      |
| 92                                      | تمارا بالابولينا ‏ (طريق و زمني فردي)    | 12                                      |
| 93                                      | Nathalie Eklund (cyclist) ‏              | لم يكمل السباق                          |
| 94                                      | Elena Hartmann ‏ (زمني فردي)             | 44                                      |
| 95                                      | Elizabeth Stannard ‏                     | 46                                      |
| 96                                      | Claire Steels ‏                          | 11                                      |

| Lidl–Trek (women's team) ‏ LTK | Lidl–Trek (women's team) ‏ LTK | Lidl–Trek (women's team) ‏ LTK |
| ----------------------------- | ----------------------------- | ----------------------------- |
| م                             | عداء                          | مرتبة                         |
| 101                           | إليسا بالسامو                 | 49                            |
| 102                           | برودي شابمان (طريق)           | 42                            |
| 103                           | Lizzie Deignan                | 33                            |
| 104                           | Lauretta Hanson ‏              | 39                            |
| 105                           | Ilaria Sanguineti ‏            | 75                            |
| 106                           | أماندا سبرات                  | لم يبدأ-4                     |

| ليف ريسينغ ‏ LIV | ليف ريسينغ ‏ LIV     | ليف ريسينغ ‏ LIV |
| --------------- | ------------------- | --------------- |
| م               | عداء                | مرتبة           |
| 111             | Caroline Andersson ‏ | 18              |
| 112             | Valerie Demey ‏      | 36              |
| 113             | Marta Jaskulska ‏    | 28              |
| 114             | Tereza Neumanová ‏   | 77              |
| 115             | Katia Ragusa ‏       | 86              |
| 116             | Silke Smulders ‏     | 47              |

| فريق سنويب للسيدات ‏ DSM | فريق سنويب للسيدات ‏ DSM | فريق سنويب للسيدات ‏ DSM |
| ----------------------- | ----------------------- | ----------------------- |
| م                       | عداء                    | مرتبة                   |
| 121                     | Megan Jastrab ‏          | 51                      |
| 122                     | فرانشيسكا كوش ‏          | 65                      |
| 123                     | Esmée Peperkamp ‏        | 19                      |
| 124                     | Églantine Rayer ‏        | 9                       |
| 125                     | Becky Storrie ‏          | 20                      |
| 126                     | NED                     | 90                      |

| Liv AlUla Jayco ‏ BEX | Liv AlUla Jayco ‏ BEX      | Liv AlUla Jayco ‏ BEX |
| -------------------- | ------------------------- | -------------------- |
| م                    | عداء                      | مرتبة                |
| 131                  | Ingvild Gåskjenn ‏         | 27                   |
| 132                  | Amber Pate ‏               | 50                   |
| 133                  | نينا كيسلر                | لم يكمل السباق       |
| 134                  | Ruby Roseman-Gannon ‏      | 26                   |
| 135                  | أني سانستيبان             | لم يكمل السباق       |
| 136                  | Urška Žigart ‏ (زمني فردي) | 38                   |

| يو أي أيه تيم ‏ UAD | يو أي أيه تيم ‏ UAD   | يو أي أيه تيم ‏ UAD |
| ------------------ | -------------------- | ------------------ |
| م                  | عداء                 | مرتبة              |
| 141                | ألينا أمياليوسيك     | 29                 |
| 142                | Olivia Baril ‏        | 6                  |
| 143                | صوفيا بيرتيزولو      | 53                 |
| 144                | يوجينة بوجاك         | لم يبدأ-4          |
| 145                | Eleonora Gasparrini ‏ | 56                 |
| 146                | Alena Ivanchenko ‏    | 8                  |

| إن إكس تي جي ريسينغ ‏ AGS | إن إكس تي جي ريسينغ ‏ AGS | إن إكس تي جي ريسينغ ‏ AGS |
| ------------------------ | ------------------------ | ------------------------ |
| م                        | عداء                     | مرتبة                    |
| 151                      | Maaike Boogaard ‏         | 57                       |
| 152                      | Julia Borgström ‏         | 25                       |
| 153                      | آشلي مولمان              | 13                       |
| 154                      | Ilse Pluimers ‏           | 64                       |
| 155                      | Anya Louw ‏               | 60                       |
| 156                      | NED                      | 59                       |

| دروبز ‏ DRP | دروبز ‏ DRP                 | دروبز ‏ DRP       |
| ---------- | -------------------------- | ---------------- |
| م          | عداء                       | مرتبة            |
| 161        | Natalie Grinczer ‏          | 37               |
| 162        | Eluned King ‏               | لم يكمل السباق-2 |
| 163        | Kate Richardson (cyclist) ‏ | 84               |
| 164        | Kaja Rysz ‏                 | لم يبدأ-3        |
| 165        | SWE                        | لم يبدأ-2        |
| 166        | Ella Wyllie ‏               | 17               |

| تيم كوب هايتك بوردكتس ‏ HPU | تيم كوب هايتك بوردكتس ‏ HPU | تيم كوب هايتك بوردكتس ‏ HPU |
| -------------------------- | -------------------------- | -------------------------- |
| م                          | عداء                       | مرتبة                      |
| 171                        | NOR                        | 32                         |
| 172                        | NOR                        | 58                         |
| 173                        | NOR                        | 83                         |
| 174                        | NOR                        | لم يبدأ-3                  |
| 175                        | Josie Nelson ‏              | 62                         |
| 176                        | Sylvie Swinkels ‏           | 85                         |

| فريق الدنمارك لركوب الدراجات للسيدات ‏ DEN | فريق الدنمارك لركوب الدراجات للسيدات ‏ DEN | فريق الدنمارك لركوب الدراجات للسيدات ‏ DEN |
| ----------------------------------------- | ----------------------------------------- | ----------------------------------------- |
| م                                         | عداء                                      | مرتبة                                     |
| 181                                       | Trine Andersen ‏                           | 87                                        |
| 182                                       | Marita Jensen ‏                            | 81                                        |
| 183                                       | (Wikidata:Q756617)                        | 92                                        |
| 184                                       | (Wikidata:Q756617)                        | 91                                        |
| 185                                       | Julie Nielsen Maribo ‏                     | لم يكمل السباق-5                          |
| 186                                       | Mia Sofie Rützou ‏                         | 93                                        |

| FDJ–Suez ‏ FST | FDJ–Suez ‏ FST          | FDJ–Suez ‏ FST    |
| ------------- | ---------------------- | ---------------- |
| م             | عداء                   | مرتبة            |
| 1             | سيسيلي أوتوب لودفيغ    | 2                |
| 2             | أوجيني دوفال           | 61               |
| 3             | إميليا فهلين (طريق)    | 68               |
| 4             | Maëlle Grossetête ‏     | 52               |
| 5             | Vittoria Guazzini ‏     | لم يكمل السباق-3 |
| 6             | غريس براون (زمني فردي) | 5                |

| فريق أونو إكس برو للدراجات للسيدات ‏ UXT | فريق أونو إكس برو للدراجات للسيدات ‏ UXT | فريق أونو إكس برو للدراجات للسيدات ‏ UXT |
| --------------------------------------- | --------------------------------------- | --------------------------------------- |
| م                                       | عداء                                    | مرتبة                                   |
| 11                                      | إلينور باركر                            | 48                                      |
| 12                                      | Rebecca Koerner ‏ (طريق)                 | 82                                      |
| 13                                      | أنوسكا كوستر                            | 23                                      |
| 14                                      | هانا لودفيغ                             | 30                                      |
| 15                                      | Wilma Olausson ‏                         | 73                                      |
| 16                                      | Amalie Lutro ‏                           | 78                                      |

| موفيستار للسيدات ‏ MOV | موفيستار للسيدات ‏ MOV            | موفيستار للسيدات ‏ MOV |
| --------------------- | -------------------------------- | --------------------- |
| م                     | عداء                             | مرتبة                 |
| 21                    | أنيميك فان فليوتن                | 1                     |
| 22                    | Katrine Aalerud ‏                 | لم يكمل السباق-2      |
| 23                    | Emma Norsgaard Bjerg (زمني فردي) | 43                    |
| 24                    | ليان ليبرت (طريق)                | 4                     |
| 25                    | Sarah Gigante ‏                   | 79                    |
| 26                    | أرلينيس سيرا                     | 24                    |

| جامبو فيسما للسيدات ‏ TJV | جامبو فيسما للسيدات ‏ TJV | جامبو فيسما للسيدات ‏ TJV |
| ------------------------ | ------------------------ | ------------------------ |
| م                        | عداء                     | مرتبة                    |
| 31                       | Teuntje Beekhuis ‏        | 80                       |
| 32                       | Kim Cadzow ‏              | 21                       |
| 33                       | Amber Kraak ‏             | 3                        |
| 34                       | كارلين آختيريكته         | 71                       |
| 35                       | Maud Oudeman ‏            | 41                       |
| 36                       | Nienke Veenhoven ‏        | لم يكمل السباق-3         |

| إس دي وركس ‏ SDW | إس دي وركس ‏ SDW       | إس دي وركس ‏ SDW |
| --------------- | --------------------- | --------------- |
| م               | عداء                  | مرتبة           |
| 41              | لورينا ويبيس (طريق)   | 40              |
| 42              | باربرا جوارشي         | 76              |
| 43              | كريستين ماجروس (طريق) | 45              |
| 44              | فيمكا ماركوس          | 74              |
| 45              | Niamh Fisher-Black ‏   | 15              |
| 46              | Lonneke Uneken ‏       | 89              |

| كانيون–إس آر إيه إم ‏ CSR | كانيون–إس آر إيه إم ‏ CSR              | كانيون–إس آر إيه إم ‏ CSR |
| ------------------------ | ------------------------------------- | ------------------------ |
| م                        | عداء                                  | مرتبة                    |
| 51                       | Ricarda Bauernfeind ‏                  | 7                        |
| 52                       | Elise Chabbey ‏                        | 16                       |
| 53                       | Agnieszka Skalniak-Sójka ‏ (زمني فردي) | لم يكمل السباق-3         |
| 54                       | ثريا بالادين                          | لم يبدأ-3                |
| 55                       | سارة روي                              | 69                       |
| 56                       | Maike van der Duin ‏                   | 70                       |

| EF Education–Tibco–SVB ‏ TIB | EF Education–Tibco–SVB ‏ TIB | EF Education–Tibco–SVB ‏ TIB |
| --------------------------- | --------------------------- | --------------------------- |
| م                           | عداء                        | مرتبة                       |
| 61                          | Zoe Bäckstedt ‏              | 66                          |
| 62                          | Femke Beuling ‏              | 94                          |
| 63                          | كريستابل دوبيل هيكوك        | 55                          |
| 64                          | Clara Honsinger ‏            | لم يكمل السباق              |
| 65                          | Letizia Borghesi ‏           | 35                          |
| 66                          | Emma Langley ‏               | لم يكمل السباق-1            |

| بلانتور بورا سيلينج تيم ‏ FED | بلانتور بورا سيلينج تيم ‏ FED | بلانتور بورا سيلينج تيم ‏ FED |
| ---------------------------- | ---------------------------- | ---------------------------- |
| م                            | عداء                         | مرتبة                        |
| 71                           | Yara Kastelijn ‏              | 10                           |
| 72                           | Greta Marturano ‏             | لم يكمل السباق               |
| 73                           | Carina Schrempf ‏             | 14                           |
| 75                           | إنج فان دير هيدين            | 22                           |
| 76                           | Annemarie Worst ‏             | لم يكمل السباق-2             |

| رالي سايكلنج ‏ HPW | رالي سايكلنج ‏ HPW   | رالي سايكلنج ‏ HPW |
| ----------------- | ------------------- | ----------------- |
| م                 | عداء                | مرتبة             |
| 81                | Alice Barnes        | 88                |
| 82                | Nina Buijsman ‏      | 31                |
| 83                | Audrey Cordon-Ragot | 54                |
| 84                | Barbara Malcotti ‏   | 34                |
| 85                | Daria Pikulik ‏      | 72                |
| 86                | ليلي وليامز         | 67                |

| فريق كوجياس ميتلر لوك برو للدراجات ‏ CGS | فريق كوجياس ميتلر لوك برو للدراجات ‏ CGS | فريق كوجياس ميتلر لوك برو للدراجات ‏ CGS |
| --------------------------------------- | --------------------------------------- | --------------------------------------- |
| م                                       | عداء                                    | مرتبة                                   |
| 91                                      | Maggie Coles-Lyster ‏                    | 63                                      |
| 92                                      | تمارا بالابولينا ‏ (طريق و زمني فردي)    | 12                                      |
| 93                                      | Nathalie Eklund (cyclist) ‏              | لم يكمل السباق                          |
| 94                                      | Elena Hartmann ‏ (زمني فردي)             | 44                                      |
| 95                                      | Elizabeth Stannard ‏                     | 46                                      |
| 96                                      | Claire Steels ‏                          | 11                                      |

| Lidl–Trek (women's team) ‏ LTK | Lidl–Trek (women's team) ‏ LTK | Lidl–Trek (women's team) ‏ LTK |
| ----------------------------- | ----------------------------- | ----------------------------- |
| م                             | عداء                          | مرتبة                         |
| 101                           | إليسا بالسامو                 | 49                            |
| 102                           | برودي شابمان (طريق)           | 42                            |
| 103                           | Lizzie Deignan                | 33                            |
| 104                           | Lauretta Hanson ‏              | 39                            |
| 105                           | Ilaria Sanguineti ‏            | 75                            |
| 106                           | أماندا سبرات                  | لم يبدأ-4                     |

| ليف ريسينغ ‏ LIV | ليف ريسينغ ‏ LIV     | ليف ريسينغ ‏ LIV |
| --------------- | ------------------- | --------------- |
| م               | عداء                | مرتبة           |
| 111             | Caroline Andersson ‏ | 18              |
| 112             | Valerie Demey ‏      | 36              |
| 113             | Marta Jaskulska ‏    | 28              |
| 114             | Tereza Neumanová ‏   | 77              |
| 115             | Katia Ragusa ‏       | 86              |
| 116             | Silke Smulders ‏     | 47              |

| فريق سنويب للسيدات ‏ DSM | فريق سنويب للسيدات ‏ DSM | فريق سنويب للسيدات ‏ DSM |
| ----------------------- | ----------------------- | ----------------------- |
| م                       | عداء                    | مرتبة                   |
| 121                     | Megan Jastrab ‏          | 51                      |
| 122                     | فرانشيسكا كوش ‏          | 65                      |
| 123                     | Esmée Peperkamp ‏        | 19                      |
| 124                     | Églantine Rayer ‏        | 9                       |
| 125                     | Becky Storrie ‏          | 20                      |
| 126                     | NED                     | 90                      |

| Liv AlUla Jayco ‏ BEX | Liv AlUla Jayco ‏ BEX      | Liv AlUla Jayco ‏ BEX |
| -------------------- | ------------------------- | -------------------- |
| م                    | عداء                      | مرتبة                |
| 131                  | Ingvild Gåskjenn ‏         | 27                   |
| 132                  | Amber Pate ‏               | 50                   |
| 133                  | نينا كيسلر                | لم يكمل السباق       |
| 134                  | Ruby Roseman-Gannon ‏      | 26                   |
| 135                  | أني سانستيبان             | لم يكمل السباق       |
| 136                  | Urška Žigart ‏ (زمني فردي) | 38                   |

| يو أي أيه تيم ‏ UAD | يو أي أيه تيم ‏ UAD   | يو أي أيه تيم ‏ UAD |
| ------------------ | -------------------- | ------------------ |
| م                  | عداء                 | مرتبة              |
| 141                | ألينا أمياليوسيك     | 29                 |
| 142                | Olivia Baril ‏        | 6                  |
| 143                | صوفيا بيرتيزولو      | 53                 |
| 144                | يوجينة بوجاك         | لم يبدأ-4          |
| 145                | Eleonora Gasparrini ‏ | 56                 |
| 146                | Alena Ivanchenko ‏    | 8                  |

| إن إكس تي جي ريسينغ ‏ AGS | إن إكس تي جي ريسينغ ‏ AGS | إن إكس تي جي ريسينغ ‏ AGS |
| ------------------------ | ------------------------ | ------------------------ |
| م                        | عداء                     | مرتبة                    |
| 151                      | Maaike Boogaard ‏         | 57                       |
| 152                      | Julia Borgström ‏         | 25                       |
| 153                      | آشلي مولمان              | 13                       |
| 154                      | Ilse Pluimers ‏           | 64                       |
| 155                      | Anya Louw ‏               | 60                       |
| 156                      | NED                      | 59                       |

| دروبز ‏ DRP | دروبز ‏ DRP                 | دروبز ‏ DRP       |
| ---------- | -------------------------- | ---------------- |
| م          | عداء                       | مرتبة            |
| 161        | Natalie Grinczer ‏          | 37               |
| 162        | Eluned King ‏               | لم يكمل السباق-2 |
| 163        | Kate Richardson (cyclist) ‏ | 84               |
| 164        | Kaja Rysz ‏                 | لم يبدأ-3        |
| 165        | SWE                        | لم يبدأ-2        |
| 166        | Ella Wyllie ‏               | 17               |

| تيم كوب هايتك بوردكتس ‏ HPU | تيم كوب هايتك بوردكتس ‏ HPU | تيم كوب هايتك بوردكتس ‏ HPU |
| -------------------------- | -------------------------- | -------------------------- |
| م                          | عداء                       | مرتبة                      |
| 171                        | NOR                        | 32                         |
| 172                        | NOR                        | 58                         |
| 173                        | NOR                        | 83                         |
| 174                        | NOR                        | لم يبدأ-3                  |
| 175                        | Josie Nelson ‏              | 62                         |
| 176                        | Sylvie Swinkels ‏           | 85                         |

| فريق الدنمارك لركوب الدراجات للسيدات ‏ DEN | فريق الدنمارك لركوب الدراجات للسيدات ‏ DEN | فريق الدنمارك لركوب الدراجات للسيدات ‏ DEN |
| ----------------------------------------- | ----------------------------------------- | ----------------------------------------- |
| م                                         | عداء                                      | مرتبة                                     |
| 181                                       | Trine Andersen ‏                           | 87                                        |
| 182                                       | Marita Jensen ‏                            | 81                                        |
| 183                                       | (Wikidata:Q756617)                        | 92                                        |
| 184                                       | (Wikidata:Q756617)                        | 91                                        |
| 185                                       | Julie Nielsen Maribo ‏                     | لم يكمل السباق-5                          |
| 186                                       | Mia Sofie Rützou ‏                         | 93                                        |

## التصنيف العام النهائي
| التصنيف العام         | التصنيف العام        | التصنيف العام            | التصنيف العام  | التصنيف العام |
| المتسابقة             | المتسابقة            | الفريق                   | الوقت          |               |
| --------------------- | -------------------- | ------------------------ | -------------- | ------------- |
| 1                     | أنيميك فان فليوتن    | موفيستار للسيدات ‏        | 14 س 31 د 05 ث |               |
| 2                     | سيسيلي أوتوب لودفيغ  | FDJ–Suez ‏                | + 2 ث          |               |
| 3                     | Amber Kraak ‏         | جامبو فيسما للسيدات ‏     | + 33 ث         |               |
| 4                     | ليان ليبرت           | موفيستار للسيدات ‏        | + 51 ث         |               |
| 5                     | غريس براون           | FDJ–Suez ‏                | + 54 ث         |               |
| 6                     | Olivia Baril ‏        | يو أي أيه تيم ‏           | + 1 د 06 ث     |               |
| 7                     | Ricarda Bauernfeind ‏ | كانيون–إس آر إيه إم ‏     | + 1 د 16 ث     |               |
| 8                     | Alena Ivanchenko ‏    | يو أي أيه تيم ‏           | + 1 د 18 ث     |               |
| 9                     | Églantine Rayer ‏     | فريق سنويب للسيدات ‏      | + 1 د 25 ث     |               |
| 10                    | Yara Kastelijn ‏      | بلانتور بورا سيلينج تيم ‏ | + 1 د 40 ث     |               |
|                       |                      |                          |                |               |
| مصدر: ProCyclingStats |                      |                          |                |               |

### تصنيف النقاط
| تصنيف النقاط          | تصنيف النقاط         | تصنيف النقاط                        | تصنيف النقاط | تصنيف النقاط |
| المتسابقة             | المتسابقة            | الفريق                              | النقاط       |              |
| --------------------- | -------------------- | ----------------------------------- | ------------ | ------------ |
| 1                     | سيسيلي أوتوب لودفيغ  | FDJ–Suez ‏                           | 22 نقطة      |              |
| 2                     | لورينا ويبيس         | إس دي وركس ‏                         | 19 نقطة      |              |
| 3                     | Maggie Coles-Lyster ‏ | فريق كوجياس ميتلر لوك برو للدراجات ‏ | 13 نقطة      |              |
| 4                     | أنيميك فان فليوتن    | موفيستار للسيدات ‏                   | 9 نقطة       |              |
| 5                     | إليسا بالسامو        | Lidl–Trek (women's team) ‏           | 9 نقطة       |              |
| 6                     | Teuntje Beekhuis ‏    | جامبو فيسما للسيدات ‏                | 8 نقطة       |              |
| 7                     | Amber Kraak ‏         | جامبو فيسما للسيدات ‏                | 8 نقطة       |              |
| 8                     | ليان ليبرت           | موفيستار للسيدات ‏                   | 8 نقطة       |              |
| 9                     | غريس براون           | FDJ–Suez ‏                           | 7 نقطة       |              |
| 10                    | Megan Jastrab ‏       | فريق سنويب للسيدات ‏                 | 7 نقطة       |              |
|                       |                      |                                     |              |              |
| مصدر: ProCyclingStats |                      |                                     |              |              |

### تصنيف الجبال
| تصنيف الجبال          | تصنيف الجبال         | تصنيف الجبال                        | تصنيف الجبال | تصنيف الجبال |
| المتسابقة             | المتسابقة            | الفريق                              | النقاط       |              |
| --------------------- | -------------------- | ----------------------------------- | ------------ | ------------ |
| 1                     | Elise Chabbey ‏       | كانيون–إس آر إيه إم ‏                | 27 نقطة      |              |
| 2                     | سيسيلي أوتوب لودفيغ  | FDJ–Suez ‏                           | 20 نقطة      |              |
| 3                     | Olivia Baril ‏        | يو أي أيه تيم ‏                      | 11 نقطة      |              |
| 4                     | أنيميك فان فليوتن    | موفيستار للسيدات ‏                   | 10 نقطة      |              |
| 5                     | ليان ليبرت           | موفيستار للسيدات ‏                   | 10 نقطة      |              |
| 6                     | Ricarda Bauernfeind ‏ | كانيون–إس آر إيه إم ‏                | 8 نقطة       |              |
| 7                     | Niamh Fisher-Black ‏  | إس دي وركس ‏                         | 8 نقطة       |              |
| 8                     | Kim Cadzow ‏          | جامبو فيسما للسيدات ‏                | 8 نقطة       |              |
| 9                     | آشلي مولمان          | إن إكس تي جي ريسينغ ‏                | 5 نقطة       |              |
| 10                    | هانا لودفيغ          | فريق أونو إكس برو للدراجات للسيدات ‏ | 5 نقطة       |              |
|                       |                      |                                     |              |              |
| مصدر: ProCyclingStats |                      |                                     |              |              |

## تصنيف الفرق

### الفرق حسب الوقت
| تصنيف الفرق حسب الوقت | تصنيف الفرق حسب الوقت               | تصنيف الفرق حسب الوقت | تصنيف الفرق حسب الوقت |
| الفريق                | الفريق                              | الوقت                 |                       |
| --------------------- | ----------------------------------- | --------------------- | --------------------- |
| 1                     | بلانتور بورا سيلينج تيم ‏            | 43 س 38 د 20 ث        |                       |
| 2                     | فريق سنويب للسيدات ‏                 | + 58 ث                |                       |
| 3                     | موفيستار للسيدات ‏                   | + 1 د 53 ث            |                       |
| 4                     | يو أي أيه تيم 2023 ‏                 | + 1 د 58 ث            |                       |
| 5                     | فريق كوجياس ميتلر لوك برو للدراجات ‏ | + 2 د 43 ث            |                       |
| 6                     | جامبو فيسما للسيدات ‏                | + 5 د 32 ث            |                       |
| 7                     | كانيون–إس آر إيه إم ريسينغ 2023 ‏    | + 7 د 15 ث            |                       |
| 8                     | FDJ–Suez ‏                           | + 9 د 13 ث            |                       |
| 9                     | Liv AlUla Jayco ‏                    | + 9 د 39 ث            |                       |
| 10                    | Lidl–Trek (women's team) ‏           | + 11 د 53 ث           |                       |
|                       |                                     |                       |                       |
| مصدر: ProCyclingStats |                                     |                       |                       |

## تصانيف فرعية

### تصنيف أفضل شاب
| تصنيف أفضل شابة       | تصنيف أفضل شابة      | تصنيف أفضل شابة      | تصنيف أفضل شابة | تصنيف أفضل شابة |
| المتسابقة             | المتسابقة            | الفريق               | الوقت           |                 |
| --------------------- | -------------------- | -------------------- | --------------- | --------------- |
| 1                     | Alena Ivanchenko ‏    | يو أي أيه تيم ‏       | 14 س 32 د 23 ث  |                 |
| 2                     | Églantine Rayer ‏     | فريق سنويب للسيدات ‏  | + 7 ث           |                 |
| 3                     | Ella Wyllie ‏         | دروبز ‏               | + 1 د 45 ث      |                 |
| 4                     | Caroline Andersson ‏  | ليف ريسينغ ‏          | + 1 د 46 ث      |                 |
| 5                     | Kim Cadzow ‏          | جامبو فيسما للسيدات ‏ | + 2 د 49 ث      |                 |
| 6                     | Julia Borgström ‏     | إن إكس تي جي ريسينغ ‏ | + 4 د 42 ث      |                 |
| 7                     | Maud Oudeman ‏        | جامبو فيسما للسيدات ‏ | + 9 د 29 ث      |                 |
| 8                     | Silke Smulders ‏      | ليف ريسينغ ‏          | + 12 د 17 ث     |                 |
| 9                     | Megan Jastrab ‏       | فريق سنويب للسيدات ‏  | + 14 د 48 ث     |                 |
| 10                    | Eleonora Gasparrini ‏ | يو أي أيه تيم ‏       | + 17 د 15 ث     |                 |
|                       |                      |                      |                 |                 |
| مصدر: ProCyclingStats |                      |                      |                 |                 |

## وصلات خارجية
- الموقع الرسمي
- لمحة عن سباق طواف سكاندينافيا 2023 على موقع  ProCyclingStats   (برو  سايكلنج  ستاتس) - إحصاءات  محترفي  الدراجات.

- طواف سكاندينافيا 2023 على موقع إحصائيات الدراجات الإحترافية (الإنجليزية)